# Aschenhausen
Aschenhausen (Rhöner Platt: Aschehuuse) ist ein Ortsteil der Stadt Kaltennordheim im Landkreis Schmalkalden-Meiningen im Südwesten von Thüringen.

## Geografie
Aschenhausen liegt am Ostfuß des Leichelberges und nordwestlich der Diesburg in der Thüringer Rhön. Durch den Ort führt der Rhön-Rennsteig-Wanderweg, der die Wasserkuppe mit Oberhof verbindet.
Im Ort befindet sich die Quelle des Weißbaches, der nach Süden zur Herpf fließt.
Nachbarorte sind die Stadtteile Kaltensundheim im Westen, Kaltennordheim im Norden, Oberkatz im Osten sowie die Gemeinde Rhönblick im Süden.

## Geschichte
Erstmals wurde der Ort im Jahr 838 als Aseshuson erwähnt. Es gehörte ab dem 15. Jahrhundert zum Amt Sand der Grafschaft Henneberg-Schleusingen, die Hochgerichtsbarkeit über den Ort unterstand aber nicht der Zent Friedelshausen. Bis 1803 war Aschenhausen ein reichsritterschaftliches Dorf im Besitz der Reichsritterfamilie von Speßhardt, die seit 1486 im Dorf ansässig war.
Die ritterschaftlichen Orte Aschenhausen und Roßdorf kamen mit Auflösung der Reichsritterschaft im Jahr 1803 in den gemeinschaftlichen Besitz der Herzogtümer Sachsen-Meiningen und Sachsen-Weimar-Eisenach, bis schließlich 1808 Aschenhausen in den alleinigen Besitz Sachsen-Weimar-Eisenachs und Roßdorf in den Sachsen-Meiningens fiel. Aschenhausen wurde dem Amt Kaltennordheim angegliedert und gehörte mit diesem ab 1815 zum Großherzogtum Sachsen-Weimar-Eisenach. In diesem war Aschenhausen Teil des Landkreises Eisenach. Bei der Kreisreform in der DDR 1950/1952 wurde der Ort dem Kreis Meiningen zugeordnet.
1994 kam Aschenhausen zum Landkreis Schmalkalden-Meiningen. Die Gemeinde gehörte seit 1992 der Verwaltungsgemeinschaft Hohe Rhön an, die ihren Verwaltungssitz in der Gemeinde Kaltensundheim hatte. Am 1. Januar 2019 wurde Aschenhausen mit weiteren Gemeinden nach Kaltennordheim eingemeindet.

### Jüdische Gemeinde
Bis zum Ersten Weltkrieg gab es eine relativ große jüdische Gemeinde, die um 1848 mit insgesamt 50 Familien sogar die Bevölkerungsmehrheit im Dorf bildete. Danach ging die Gemeindegröße durch Abwanderung, vor allem nach Meiningen und Eisenach, allmählich zurück. Von 1850 an bestand der Ortsbeirat von Aschenhausen aus drei christlichen und drei jüdischen Mitgliedern, und der stellvertretende Bürgermeister war bis 1918 immer ein jüdisches Gemeindemitglied. Auf Grund der starken Abwanderung lebten 1929 nur noch 10 ältere jüdische Personen im Dorf. Die sechs 1942 noch in Aschenhausen lebenden Juden wurden in das KZ Theresienstadt deportiert und verloren dort ihr Leben. Von den in Aschenhausen geborenen und/oder längere Zeit am Ort wohnhaften jüdischen Personen kamen 33 in der Zeit des Nationalsozialismus gewaltsam ums Leben.

## Politik

### Ehemaliger Gemeinderat
Der Aschenhausener Gemeinderat setzte sich nach der Kommunalwahl 2014 aus 6 Ratsfrauen und Ratsherren zusammen, welche alle aus der Wählervereinigung des SSV Aschenhausen stammen.
|                  | 1999 | 2004 | 2009 | 2014 |
| ---------------- | ---- | ---- | ---- | ---- |
| SSV Aschenhausen | 6    | 6    | 6    | 6    |
| Gesamt           | 6    | 6    | 6    | 6    |

### Ehemaliger Bürgermeister
Am 5. Juni 2016 wurde Günter Rudloff (SSV Aschenhausen) mit 87 Stimmen zum ehrenamtlichen Bürgermeister gewählt.

## Sehenswürdigkeiten

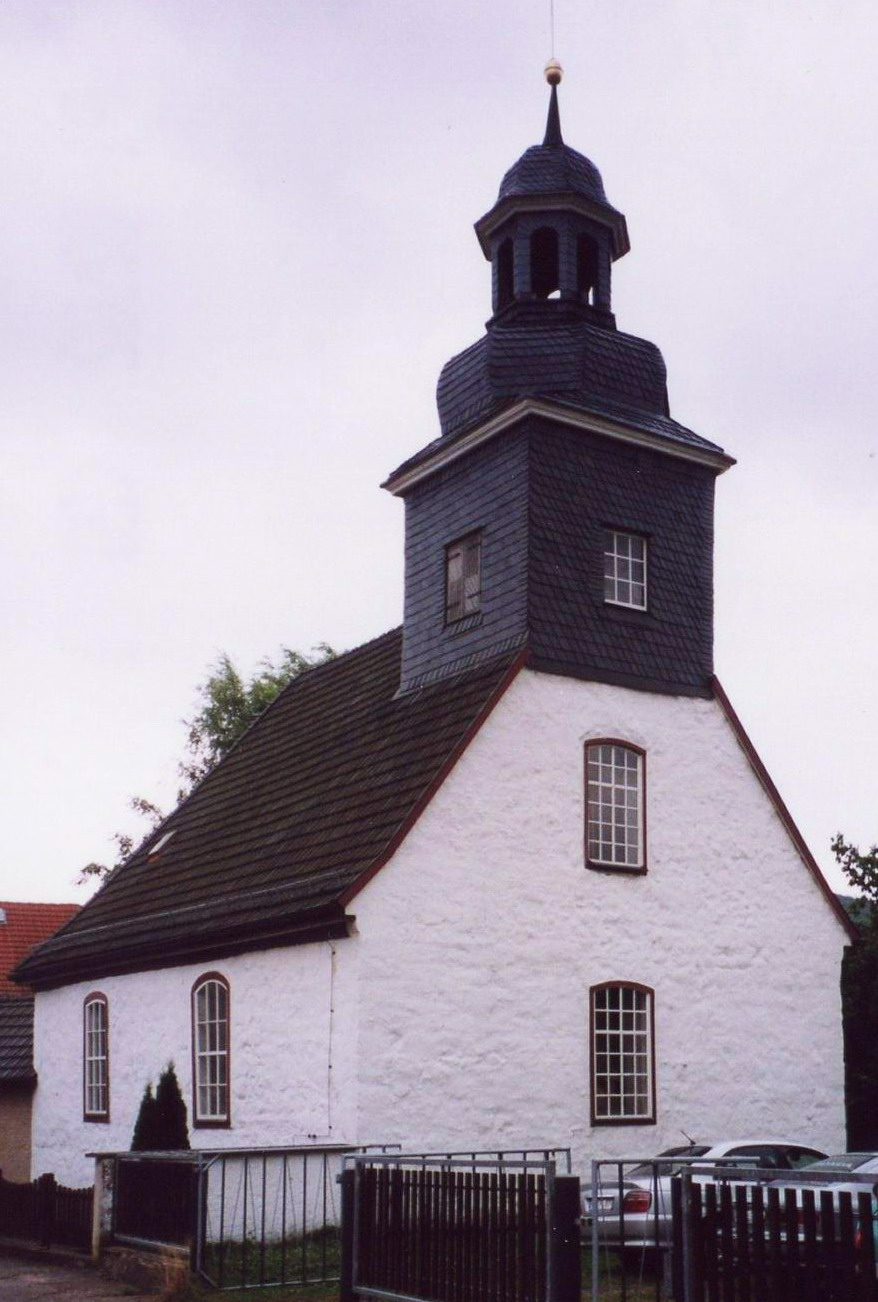
Kirche

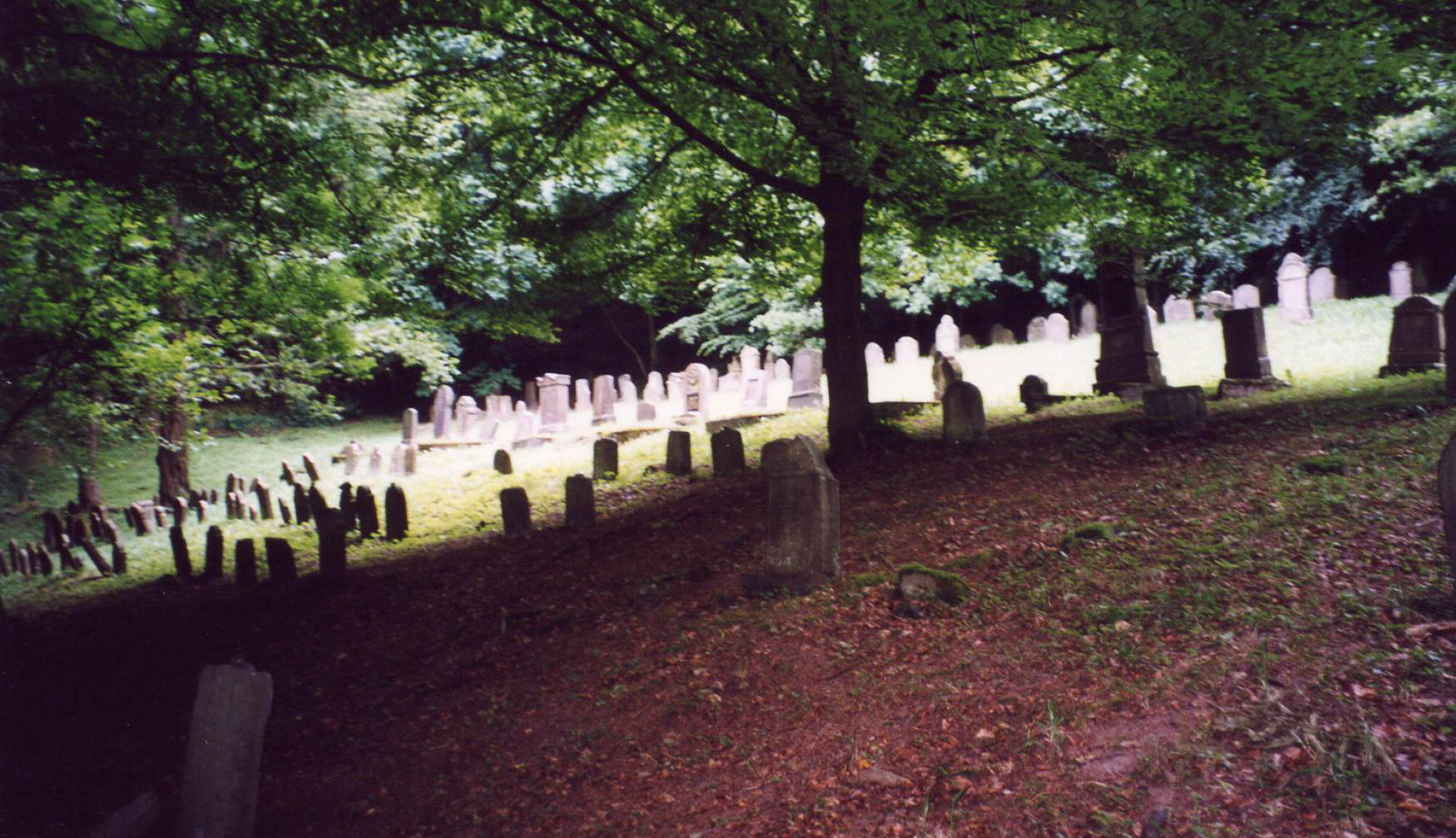
Jüdischer Friedhof

- Die evangelische Dorfkirche stiftete 1602 Balthasar Rab von Speßhardt (1574–1612), dessen Gebeine in der Gruft unter dem Altar ruhen. Die Kirche ist einfach ausgestattet mit bemalten Holzteilen sowie einem Orgel-Altar. 1993 wurde sie restauriert.
- Ein Zeugnis der langen jüdischen Besiedlung ist die ehemalige Synagoge, das älteste der wenigen erhaltenen jüdischen Versammlungshäuser in Südthüringen. In der Pogromnacht 1938 versuchten SA-Männer aus Kaltennordheim, sie in Brand zu setzen, wurden aber von der Ortsbevölkerung daran gehindert. Das Gebäude war schon 1936 an einen christlichen Anwohner verkauft worden, wurde als Scheune genutzt und hätte bei einem Brand große Teile des Dorfs in Gefahr gebracht. Nach 1989 grundlegend restauriert, ist sie heute Begegnungsstätte für Menschen aller Konfessionen, und es werden Führungen angeboten.
- Ebenfalls interessant ist der jüdische Friedhof am Fuße des Leichelberges mit ca. 150 recht gut erhaltenen Grabsteinen (Mazewa). Angehörige eines in Łódź (Litzmannstadt) ermordeten jüdischen Ehepaares errichteten nach 1989 einen Gedenkstein.[6]

## Verkehr
- Am Ort führt die L1124 als Umgehungsstraße vorbei, die die B 19 in Meiningen (circa 20 Kilometer entfernt) mit der B 285 in Kaltensundheim (circa vier Kilometer entfernt) verbindet.
- Der Ort hat eine Bushaltestelle an der Buslinie 411 der Meininger Busbetriebs GmbH.

## Persönlichkeiten
- Oskar von Wydenbrugk (7. Oktober 1815 in Aschenhausen; † 9. Juni 1876 in Kiefersfelden), liberaler Politiker
- Ferdinand Graf Wydenbruck (2. März 1816 in Aschenhausen, † 17. Oktober 1878), Staatsmann[7]